# آني لو بورت ديغز
آني لو بورت ديغز (بالإنجليزية: Annie Le Porte Diggs)‏‏ (22 فبراير 1853 في لندن - 7 سبتمبر 1916 في ديترويت) صحفية من الولايات المتحدة.

## روابط خارجية
- آني لو بورت ديغز على موقع الموسوعة البريطانية (الإنجليزية)